# Фордервайсенбах
Фордервайсенбах (нем. Vorderweißenbach) — ярмарочная коммуна (нем. Marktgemeinde) в Австрии, в федеральной земле Верхняя Австрия. 
Входит в состав округа Урфар.  Население составляет 2059 человек (на 31 декабря 2005 года). Занимает площадь 53 км². Официальный код  —  41 625.

## Политическая ситуация
Бургомистр коммуны — Бруно Фрёлих (АНП) по результатам выборов 2003 года.
Совет представителей коммуны (нем. Gemeinderat) состоит из 25 мест.
- АНП занимает 18 мест.
- СДПА занимает 6 мест.
- АПС занимает 1 место.